# Pallanuoto ai Giochi della III Olimpiade
Il 2º torneo olimpico maschile di pallanuoto si è svolto nell'ambito dei Giochi della III Olimpiade a Saint Louis, il 5 e il 6 settembre 1904. L'evento prevedeva unicamente un torneo maschile, al quale parteciparono tre squadre di club, tutte rappresentanti gli Stati Uniti. Le squadre europee infatti si rifiutarono di partecipare, anche a causa dello specchio d'acqua dove si sarebbero svolte le gare, che fu definito sporco e non di sufficiente qualità.
L'unica squadra europea che cercò di iscriversi fu una rappresentativa tedesca: secondo alcune fonti l'iscrizione fu negata agli atleti poiché non appartenevano tutti quanti allo stesso club, mentre secondo altre i tedeschi, venuti a conoscenza delle condizioni del campo, delle condizioni del pallone da gioco, ritenuto sgonfio, e delle regole del torneo, decisero di non partecipare di loro iniziativa.

## Sede di gara
Le due partite del torneo si disputarono entrambe nel Life Saving Exhibition Lake, un lago artificiale costruito dalla Louisiana Purchase Commission molto prima che i Giochi olimpici venissero assegnati a Saint Louis. Lo specchio d'acqua, definito sporco e inagibile dalle nazionali europee, veniva utilizzato dalla parte opposta per delle mostre agricole, e il bestiame entrava spesso nell'acqua.

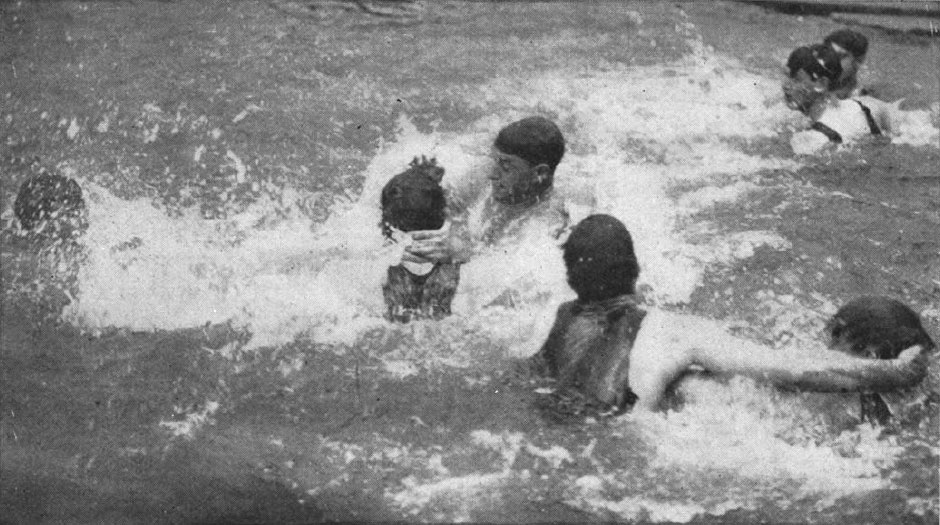
Saint Louis, settembre 1904: un incontro di pallanuoto disputato al Life Saving Exhibition Lake durante il torneo olimpico

Il New York Herald, giornale di New York, in riferimento al torneo di pallanuoto scrisse:
(New York Herald, 1904)
Inoltre, entro un anno dalla fine del torneo si registrarono le morti di ben quattro pallanuotisti per tifo, da collegare alle acque inquinate del Life Saving Exhibition Lake.

## Atleti partecipanti
Al torneo parteciparono ventuno atleti, sette per ogni squadra, tutti statunitensi tranne Lou Handley, un italiano naturalizzato statunitense. Manfred Toeppen del Missouri Athletic Club fu il giocatore più giovane del torneo, avendo 17 anni e 2 giorni, mentre il più anziano fu David Bratton del New York Athletic Club, con più di 34 anni.
| Club                         | Atleti |
| ---------------------------- | --- |
| Chicago Athletic Association | Stati UnitiChicago Athletic Association Beach · Hammond · Healy · Kehoe · Steever · Swatek · Tuttle, CT: -            |
| Missouri Athletic Club       | Stati UnitiMissouri Athletic Club Evans · Goessling · Meyers · Orthwein · Reyburn · Schreiner · Toeppen, CT: -        |
| New York Athletic Club       | Stati UnitiNew York Athletic Club Bratton · Van Cleaf · Goodwin · Handley · Hesser · Ruddy · Steen, CT: Gus Sundstrom |

## Fase finale

### Tabellone
|  | Semifinali                   | Semifinali             | Semifinali                   |                              |                        | Finale                 | Finale | Finale |  |
|  |                              |                        |                              |                              |                        |                        |        |        |  |
|  | New York Athletic Club       | New York Athletic Club | 5                            |                              |                        |                        |        |        |  |
|  | New York Athletic Club       | New York Athletic Club | 5                            |                              |                        |                        |        |        |  |
|  | Missouri Athletic Club       | Missouri Athletic Club | 0                            |                              |                        |                        |        |        |  |
|  | Missouri Athletic Club       | Missouri Athletic Club | 0                            |                              | New York Athletic Club | New York Athletic Club | 6      |        |  |
|  |                              |                        |                              |                              | New York Athletic Club | New York Athletic Club | 6      |        |  |
|  |                              |                        | Chicago Athletic Association | Chicago Athletic Association | 0                      |                        |        |        |  |
|  | Chicago Athletic Association |                        | Chicago Athletic Association | Chicago Athletic Association | 0                      |                        |        |        |  |
|  |                              |                        |                              |                              |                        |                        |        |        |  |
|  | alla finale                  |                        |                              |                              |                        |                        |        |        |  |

## Classifica
| Pos.    | Squadra                      | G | V | N | P | GF | GS | DR  |
| ------- | ---------------------------- | - | - | - | - | -- | -- | --- |
| Oro     | New York Athletic Club       | 2 | 2 | 0 | 0 | 11 | 0  | +11 |
| Argento | Chicago Athletic Association | 1 | 0 | 0 | 1 | 0  | 6  | -6  |
| Bronzo  | Missouri Athletic Club       | 1 | 0 | 0 | 1 | 0  | 5  | -5  |

         Vincitrice della medaglia d'oro
         Vincitrice della medaglia d'argento
         Vincitrice della medaglia di bronzo

## Classifica marcatori

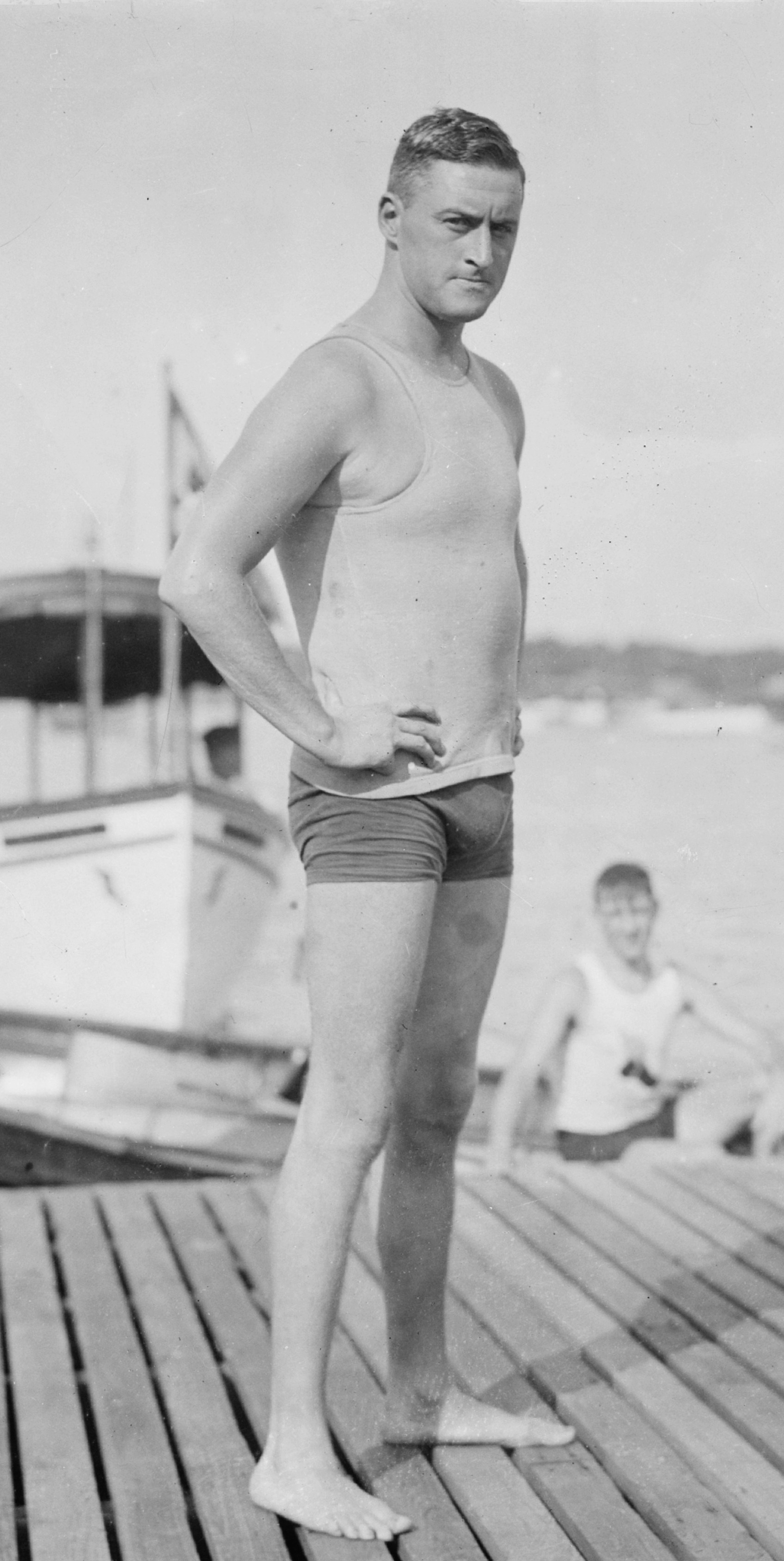
Budd Goodwin, capocannoniere del torneo olimpico, in una foto del 25 agosto 1913

| Gol | Marcatore    | Squadra                |
| --- | ------------ | ---------------------- |
| 8   | Budd Goodwin | New York Athletic Club |
| 2   | David Hesser | New York Athletic Club |
| 1   | Lou Handley  | New York Athletic Club |

## Medagliere
| Posizione | Paese       |   |   |   | Totale |
| --------- | ----------- | - | - | - | ------ |
| 1         | Stati Uniti | 1 | 1 | 1 | 3      |
| Totale    | Totale      | 1 | 1 | 1 | 3      |